# Gnesiodiplosis itaparicae
Gnesiodiplosis itaparicae är en tvåvingeart som beskrevs av Tavares 1917. Gnesiodiplosis itaparicae ingår i släktet Gnesiodiplosis och familjen gallmyggor. Inga underarter finns listade i Catalogue of Life.